# Zabierzów Bocheński (gromada)
Zabierzów Bocheński – dawna gromada, czyli najmniejsza jednostka podziału terytorialnego Polskiej Rzeczypospolitej Ludowej w latach 1954–1972.
Gromady, z gromadzkimi radami narodowymi (GRN) jako organami władzy najniższego stopnia na wsi, funkcjonowały od reformy reorganizującej administrację wiejską przeprowadzonej jesienią 1954 do momentu ich zniesienia z dniem 1 stycznia 1973, tym samym wypierając organizację gminną w latach 1954–1972.
Gromadę Zabierzów Bocheński z siedzibą GRN w Zabierzowie Bocheńskim utworzono – jako jedną z 8759 gromad na obszarze Polski – w powiecie bocheńskim w woj. krakowskim, na mocy uchwały nr 18/IV/54 WRN w Krakowie z dnia 6 października 1954. W skład jednostki weszły obszary dotychczasowych gromad Zabierzów Bocheński, Chobot i Wola Zabierzowska ze zniesionej gminy Zabierzów Bocheński oraz przysiółek Psary z dotychczasowej gromady Ispina ze zniesionej gminy Drwinia w tymże powiecie. Dla gromady ustalono 27 członków gromadzkiej rady narodowej.
31 grudnia 1961 do gromady Zabierzów Bocheński przyłączono obszar zniesionej gromady Wola Batorska.
Gromada przetrwała do końca 1972 roku, czyli do kolejnej reformy gminnej. 1 stycznia 1973 reaktywowano gminę Zabierzów Bocheński.